# جيوفري هارتمان
جيوفري هارتمان (بالألمانية: Geoffrey Hartman)‏ هو كاتب وصحفي ألماني، ولد في 11 أغسطس 1929 في فرانكفورت في ألمانيا، وتوفي في 14 مارس 2016 في هامدن في الولايات المتحدة.

## وصلات خارجية
- جيوفري هارتمان على موقع الموسوعة البريطانية (الإنجليزية)
- جيوفري هارتمان على موقع إن إن دي بي (الإنجليزية)